# Едуард Дж. Рупелт
Едуард Дж. Рупелт (на английски: Edward J. Ruppelt) е офицер от американските военновъздушни сили известен с участието си в проект „Синя книга“, правителствено изследване на НЛО. На него основно се приписва измислянето на термина неидентифициран летящ обект, целящ да замени летящ диск и летяща чиния.
Рупелт е директор на проект „Гръдж“ от края на 1951 г. до преименуването му проект „Синя книга“ през март 1952 г. Остава част от втория до края на 1953 г.
Умира на 15 септември 1960 г. от инфаркт на миокарда.